# アスコルビン酸グルコシド
アスコルビン酸グルコシドとは、アスコルビン酸（ビタミンC）にグルコースが結合したもの。ビタミンC誘導体の一種。

## アスコルビン酸2-グルコシド
アスコルビン酸2-グルコシド（ascorbic acid 2 - glucoside）、は略称で AA-2G とも呼ばれ、アスコルビン酸の2位の炭素にグルコースが結合させることで安定性を向上したもの。熱、光といった酸化条件に強いが、生体の中では酵素によって作用を発揮するため、プロビタミンである。L-アスコルビン酸2-グルコシド、アスコルビン酸2グルコシド、アスコルビン酸グルコシドとも表記される。
日本で1989年に合成され、1994年に医薬部外品の美白有効成分として、2004年に食品添加物として認可された。食品として摂取した場合、体内酵素でゆっくりと代謝・吸収されるため8時間以上にわたって血中ビタミンC濃度が維持される。いわゆるタイムリリース型のビタミンC誘導体とみなすことができることから、安定型ビタミンC、持続型ビタミンCとも呼ばれる。フリーラジカルから皮膚や粘膜を守る作用があり、クリニックや医療機関などでサプリメントとしても利用されている。

## アスコルビン酸6-グルコシド
アスコルビン酸の6位の炭素にグルコースが結合したもの。
安定性は高いがアスコルビン酸-2グルコシドよりも低い。